# Fopp
Fopp es el segundo EP de Soundgarden, así como su segundo trabajo, editado también en el sello Sub Pop en agosto de 1988. El EP contiene sólo una canción original de Soundgarden, siendo el resto dos versiones y un remix. Sólo se emitieron 3000 copias en vinilo del trabajo. En 1990 se combinó este EP con el anterior de la banda, Screaming Life, para formar Screaming Life/Fopp.

## Lista de canciones
| #  | Canción                          | Duración | Compositores               |
| -- | -------------------------------- | -------- | -------------------------- |
| 01 | "Fopp"                           | 3:37     | Ohio Players               |
| 02 | "Fopp (Fucked Up Heavy Dub Mix)" | 6:25     | Ohio Players / Soundgarden |
| 03 | "Kingdom Of Come"                | 2:35     | Soundgarden                |
| 04 | "Swallow My Pride"               | 2:18     | Green River                |

- Datos: Q1756352